# Sonatas para violonchelo (Vivaldi)

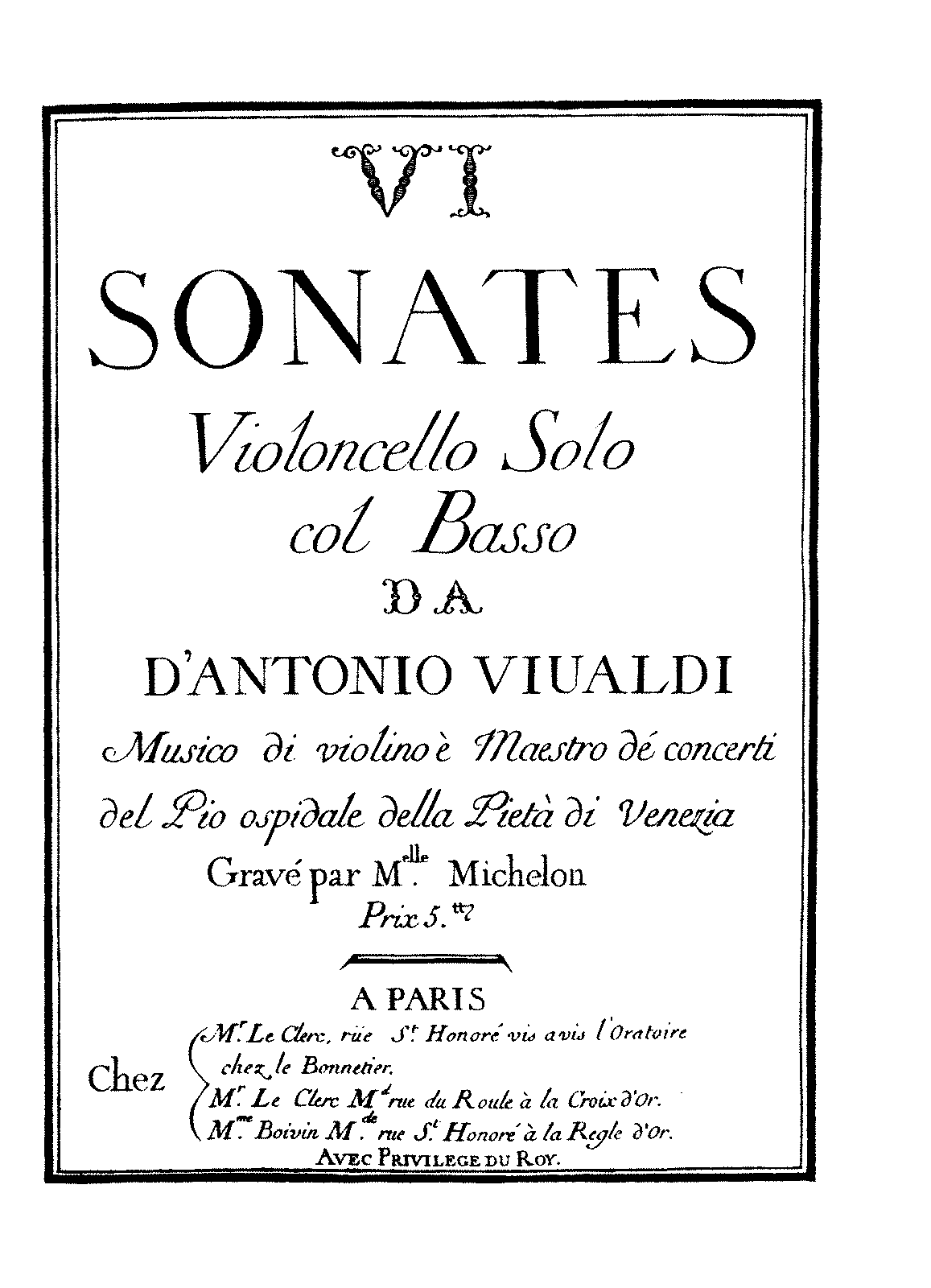
6 Sonatas para violonchelo de Vivaldi

Antonio Vivaldi compuso varias sonatas para violonchelo y bajo continuo. En 1740 publicó en París un conjunto de seis sonatas para violonchelo, escritas entre 1720 y 1730. Además escribió al menos otras cuatro sonatas para violonchelo, dos partituras manuscritas están conservadas en Nápoles, otra en Wiesentheid y una que se sabe que está perdida.

## Historia de las composiciones

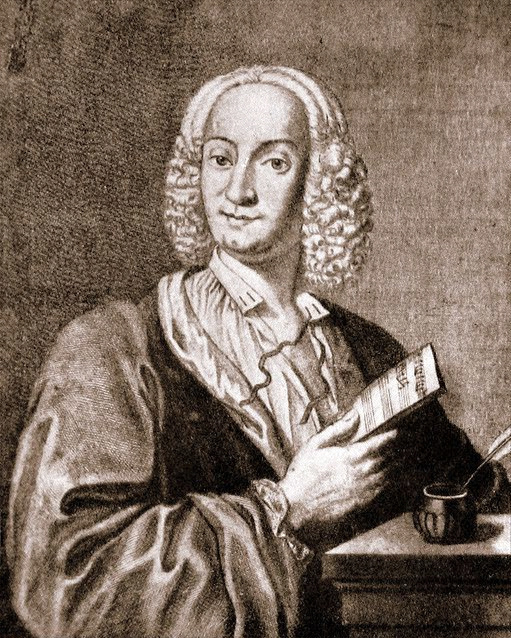
Antonio Vivaldi 1725

Cuando Vivaldi trabajaba en Venecia, la sonata para violonchelo se convirtió en un género popular. Benedetto Marcello había compuesto seis sonatas para violonchelo en un estilo similar poco antes de Vivaldi. Eleanor Selfridge-Field escribe: "lo que impulsó a Vivaldi a escribir estas obras a una edad tan avanzada puede haber procedido de la popularidad general de las sonatas para violonchelo de la década de 1730, o quizás el ejemplo específico de Marcello, que escribió dos colecciones de sonatas para violonchelo publicadas en esa década".
Vivaldi escribió al menos diez sonatas para violonchelo entre 1720 y 1730, de las cuales nueve se conservan. Las partituras manuscritas de seis de ellas ( RV 40, 41, 43, 45, 46 y 47) se encuentran en la Bibliothèque nationale de París. En el Conservatorio di S. Pietro a Majella de Nápoles se conservan manuscritos de otras tres sonatas (RV 39, 44 y 47). La biblioteca del Schloss Wiesentheid en Baviera, conserva otros tres manuscritos de sonatas para violonchelo: las RV 42, 44 y 46.
Las seis sonatas para violonchelo publicadas en París fueron copiadas alrededor de 1725, para un cliente francés, posiblemente el Conde Gergy, el embajador de Francia en Venecia que encargó música a Vivaldi con destino a clientes nobles en París. Tres de las sonatas (las RV 40, 42 y 43) parecen ser pasticcios de composiciones anteriores, según su estilo.  Parecen una colección para un solo cliente más que para publicar, por la monotonía en la clave tonal y la falta de numeración.
Las tres sonatas conservadas en Nápoles probablemente fueron copiadas para el Conde Maddaloni, un violonchelista aficionado para quien Pergolesi compuso una sonata para violonchelo, y Leonardo Leo seis conciertos para violonchelo. Estas sonatas son parcialmente autógrafas, con todas las indicaciones de marcas verbales del compositor que aseguran la autenticidad de estas composiciones. El conde Rudolf Franz Erwein von Schönborn Wiesentheid, violonchelista aficionado, también encargó tres sonatas para violonchelo a Vivaldi.
Las sonatas de París fueron publicadas en 1740 por Leclerc y Boivin,  tituladas VI Sonatas Violoncello Solo col Basso. Aparecieron sin número de opus, pero a veces se las denomina incorrectamente Op. 14. La impresión obviamente se realizó sin el permiso del compositor. Hay que tener en cuenta que la música para violonchelo tenía una demanda cada vez mayor en París en ese momento y el nombre de Vivaldi era popular.
Las tres sonatas RV 39, 44 y 42, fueron publicadas mucho después por Amadeus Verlag en Winterthur en 1975, editadas por Walter Kolneder quien supuso que se trataba de su primera publicación. 

## Música
Las sonatas están todas planteadas en cuatro breves movimientos, típicos de las sonatas del Barroco tardío. Los tempos siguen un patrón de lento-rápido-lento-rápido de manera constante. 

### Publicadas en París, 1740
Sonata n.° 1 en si bemol mayor, RV 47 (Largo,Alegro, Largo, Alegro)
- Sonata n.° 2 en fa mayor, RV 41 (Largo, Alegro, Largo, Alegro

 )
- Sonata n.° 3 en la menor, RV 43 (Largo, Alegro, Largo, Alegro

 )
- Sonata n.° 4 en si bemol mayor, RV 45 (Largo, Alegro, Largo, Alegro

 )
- Sonata n.° 5 en mi menor, RV 40 (Largo, Alegro, Largo, Alegro

 )
- Sonata n.° 6 en si bemol mayor, RV 46 (Largo, Alegro, Largo, Alegro

 )

### Otras sonatas para violonchelo
- Sonata n.° 7 en la menor, RV 44

1. Largo
2. Allegro poco
3. Largo
4. Alegro

- Sonata n.° 8 en mi bemol mayor, RV 39

1. Larghetto
2. Alegro
3. Andante
4. Alegro

- Sonata n.° 9 en sol menor, RV 42

1. Preludio: Largo
2. Alemanda: Andante.
3. Sarabanda: Largo
4. Giga: Allegro

- Sonata en re menor, RV 38 (perdida)

## Grabaciones
Las nueve sonatas para violonchelo existentes fueron grabadas en 1993 por David Watkin como solista y un grupo de bajo continuo formado por la violonchelista Helen Gough, David Miller (tocando la tiorba, el archilaúd o la guitarra) y Robert King en el clavecín o el órgano.